# Петропіль
Петро́піль — село в Україні, у Широківській сільській громаді Запорізького району Запорізької області. Населення — 373 осіб. До 2016 року орган місцевого самоврядування — Веселівська сільська рада.

## Географія
Село Петропіль розташоване у північно-західній частині Запорізького району, на березі річки Томаківка, за 30 км від обласного центру. Межує на півночі з селами Надія та Червоний Яр, на півдні — з селом Петропавлівка, на заході — з селом Веселе. На території села на річці утворено два стави. Поруч пролягає автошлях національного значення Н08.

## Історія
12 червня 2020 року, відповідно до Розпорядження Кабінету Міністрів України від № 713-р «Про визначення адміністративних центрів та затвердження територій територіальних громад Запорізької області», увійшло до складу Широківської сільської громади.
19 липня 2020 року, в результаті адміністративно-територіальної реформи та ліквідації колишнього Запорізького району (1965—2020), село увійшло до складу новоутвореного Запорізького району.
У лютому 2025 року у Петропільському ліцею Широківської сільської громади зведена п'ята в регіоні «підземна» школа. Протирадіаційне укриття ліцею розраховане на 200 учнів одночасно, а у дві зміни спроможні навчатися 400 учнів. Вартість проєкту склала 68 млн гривень. Завершити будівництво передбачалося у грудні 2024 року, проте дату відкриття було перенесено. Освітній простір включає сім класів, лаунж-зону, медичний кабінет, буфет, санітарно-гігієнічні кімнати, адаптовані для дітей з особливими освітніми потребами. У Петрополі — це друга подібна школа в Запорізькій області та п'ята за загальним рахунком в регіоні. 28 лютого 2025 року відбулося офіційне відкриття «підземної» школи.

## Населення

### Мова
Розподіл населення за рідною мовою за даними перепису 2001 року:
| Мова       | Кількість | Відсоток |
| ---------- | --------- | -------- |
| українська | 304       | 81,5 %   |
| російська  | 62        | 16,62 %  |
| білоруська | 6         | 1,61 %   |
| угорська   | 1         | 0,27 %   |
| Всього     | 373       | 100 %    |

## Економіка
Основна сфера виробничої діяльності — сільське господарство. Найбільше підприємство — ПП «Агрофірма Славутич». В селі існує декілька фермерських господарств, які займаються вирощуванням зернових культур.

## Соціальна сфера
- Петропільський навчально-виховний комплекс «Загальноосвітній навчальний заклад».
- Петропільська амбулаторія сімейного типу.

## «Зелений туризм»
В селі Петропіль утворене особисте селянське господарство «Аквазоо-Петропіль», метою якого є поширення сільського побуту серед «дітей асфальту». В Центрі зеленого туризму «Аквазоо-Петропіль» будь-який містянин може відчути себе справжнім селянином, або просто насолодитися спілкуванням з тваринами на свіжому повітрі.
4 червня 2016 року в Центрі зеленого туризму села Петрополь відбулося відкриття Єнотової хати, у рамках Стратегії регіонального розвитку Запорізької області на період до 2020 року, з метою розвитку сільських територій.

## Відомі особи
- Бодянський Олександр Всеволодович — уродженець села, український краєзнавець, археолог.
- Дементьєв Сергій Валерійович (1984—2016) — старший солдат Збройних сил України, учасник російсько-української війни, навчався в селі.